# Tabanus anatolicus
Tabanus anatolicus är en tvåvingeart som beskrevs av Olsufjev, Moucha och Chvala 1967. Tabanus anatolicus ingår i släktet Tabanus och familjen bromsar.
Artens utbredningsområde är Turkiet. Inga underarter finns listade i Catalogue of Life.